# 石橋岱城

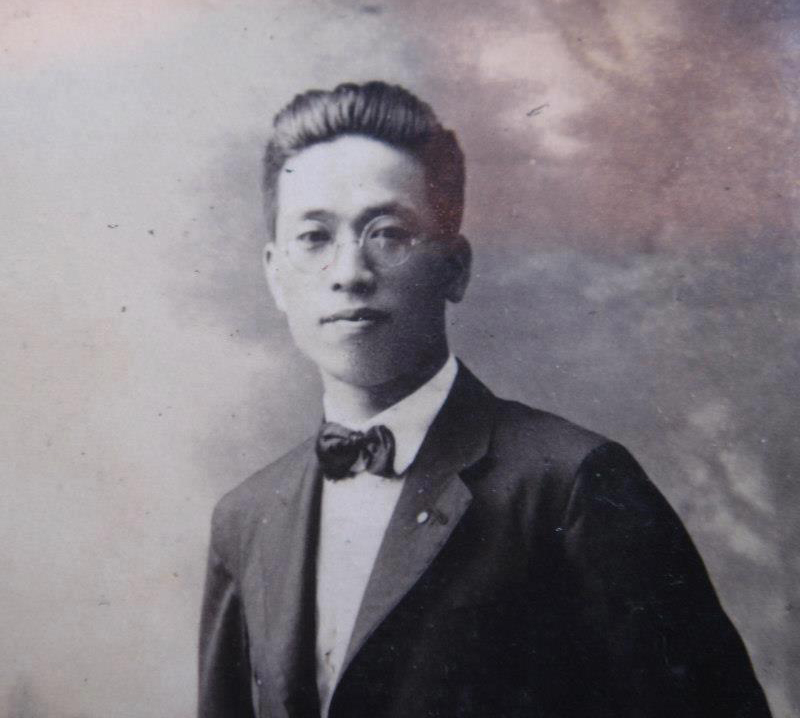
満州ハイラルにて

石橋 岱城（いしばし たいじょう、1905年5月10日 - 1936年9月25日）は、日本の宗教家。福岡県柳川市（旧 福岡県山門郡）出身で、京都帝国大学卒業後、浄土真宗本願寺派第22世法主鏡如（大谷光瑞）の秘書となり、内モンゴル・ハイラル（満州）に西本願寺末寺を開設した。本名は石橋 肇（いしばし はじめ）。

## 人物

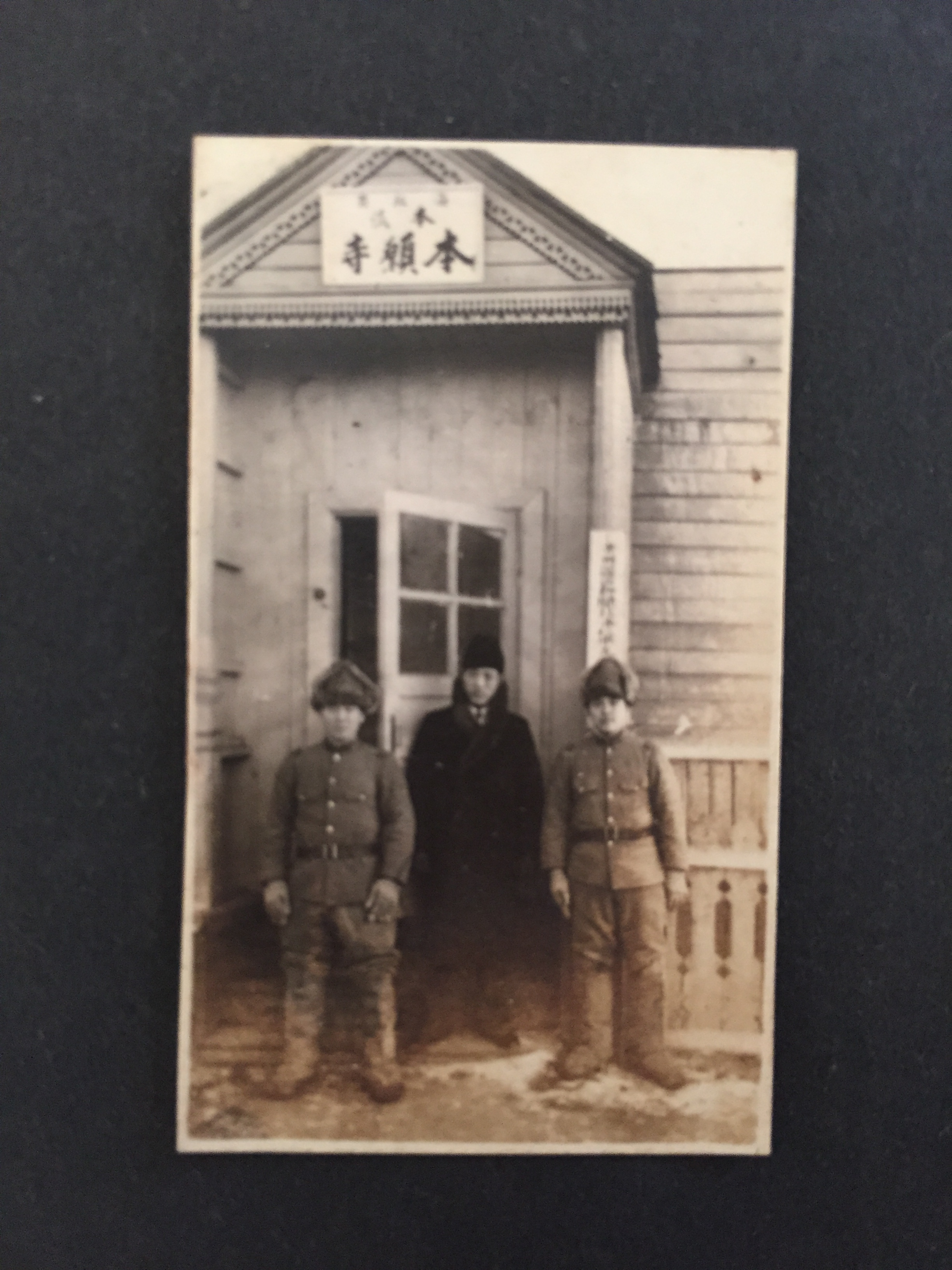

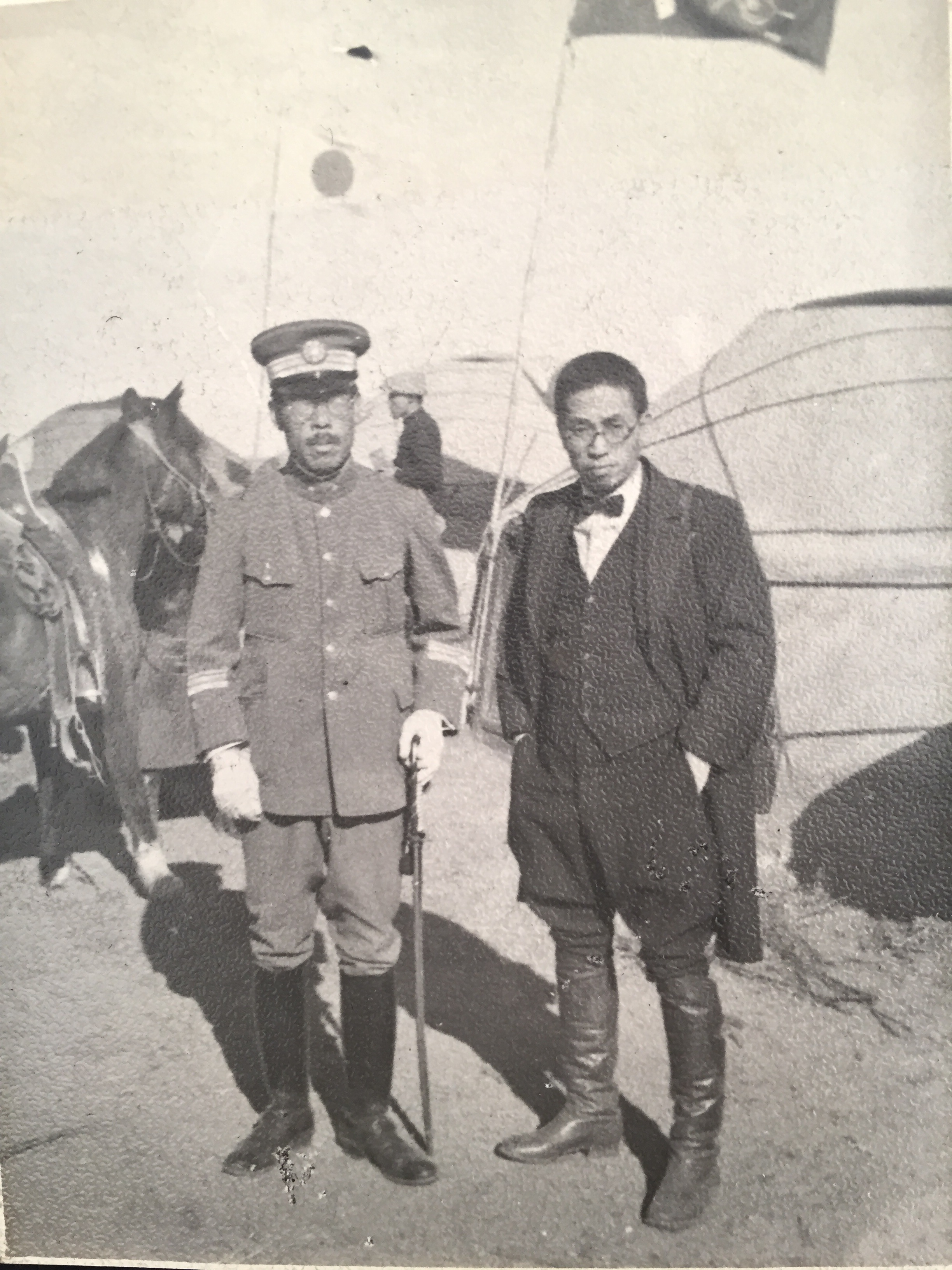

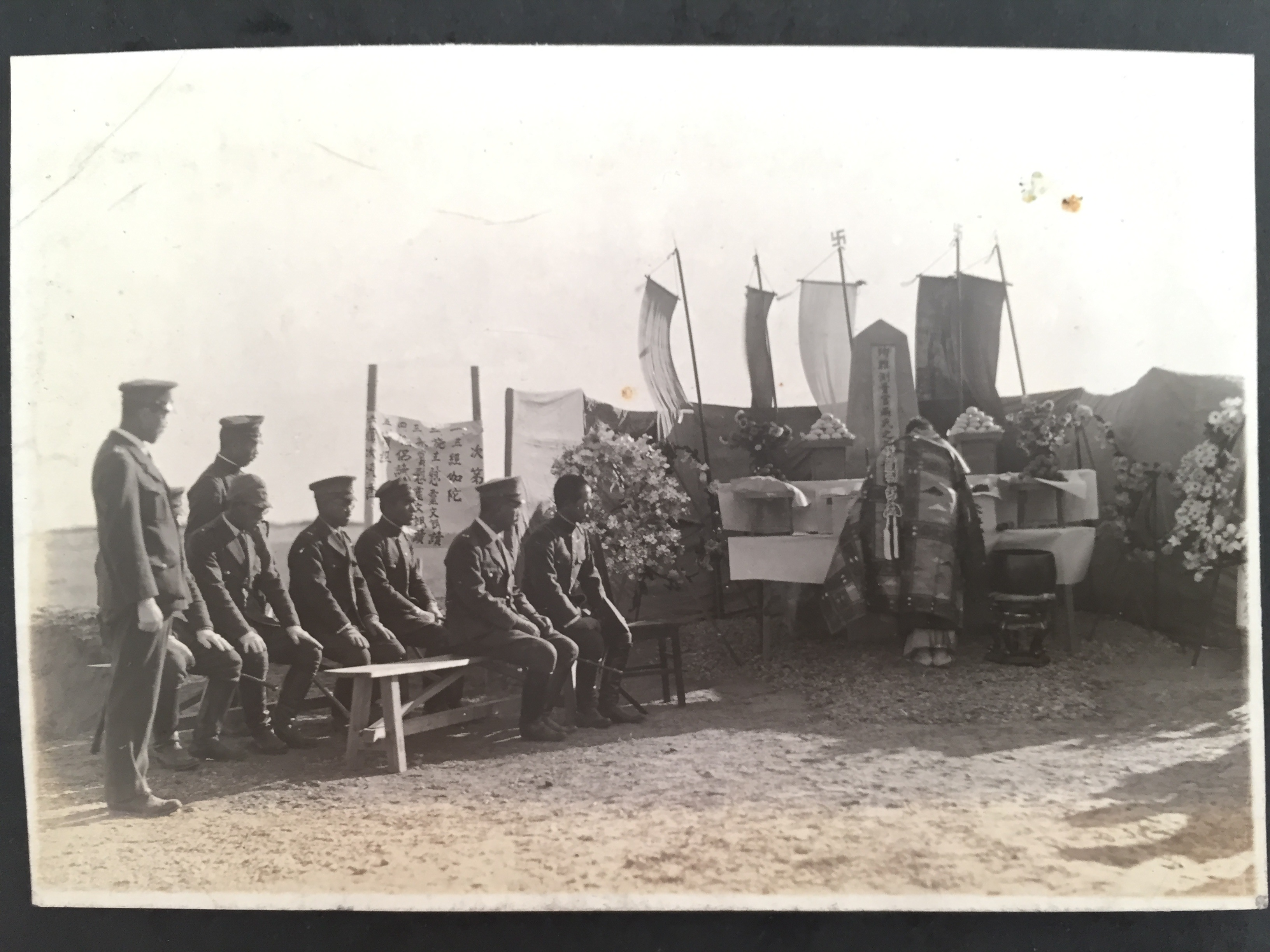

幼少の頃より聡明で、旧柳川藩主立花家から学年で一人だけに与えられる「殿さま御褒美」を毎年貰い神童と呼ばれた。矢留尋常高等小学校を卒業した14歳の時、柳川市恵比寿町の浄土真宗本願寺派法霊山西方寺へ上がって仏門に入り、そのつてから広島の同系寺院へ移り、広島高等師範学校を経て京都帝国大学へ進学。京都帝国大学卒業後、優秀な成績と人物を見込まれ、浄土真宗本願寺派第22世法主鏡如（大谷光瑞）の秘書となって薫陶を受けた。1930年、大谷の意を受けた岱城は大陸へと渡り、満州国建国直後の特務機関長・寺田大佐のハイラル入りを世話するなど日本と大陸を行き来しながら働き「大谷光瑞の懐刀」と呼ばれた。また、満州内モンゴル・海拉爾(ハイラル)に開設した本願寺海拉爾出張所(興安北省)の初代駐在員として勤務した（1933年8月30日 - 1935年4月27日）。布教に努める傍ら学校も設立、日本人子弟や現地人の教育にも情熱を燃やした。一方、ハイラルで初めてとなる通信社を立ち上げ、自らが記者となって活躍するなど、ハイラルの最重要人物の一人として関東軍上層部からも一目置かれる存在であった。また柳川から弟の仁吉、長造の2人を呼び寄せ、毛皮防寒服の製造会社「石橋兄弟会社」を興させて関東軍に軍用を納めるなどして事業を発展させた。「石橋兄弟会社」はノモンハン事件を契機として飛躍的に事業を拡大。さらに東蒙コンス、興北毛皮革などの関連会社を次々と興して、現地人を2,000人以上も雇用するなど、弟の仁吉もまた満州国協和会の中でも一目置かれる存在となった。岱城は駐在期間が終わった後もハイラルにとどまったが、1936年、モンゴルでの祝宴に招かれた際の食中毒により32歳で急死した。葬儀には関東軍参謀長陸軍少将・板垣征四郎をはじめ関東軍将校や満州国協和会の幹部たちが多数参列した。
生家の石橋家は筑後柳河藩主立花家の流れを汲む士族。長男・一政は立浪部屋の元十両、筑後山一政。サンボ指導者のビクトル古賀（日本名 古賀正一）は弟・仁吉の長男で甥に当たる。